# Дракон на п'єдесталі
«Дракон на п'єдесталі» (англ. Dragon on a Pedestal) — фентезійний роман американського письменника Пірса Ентоні, сьома книга з серії «Ксант».
Ця книга присвячена принцесі Айві, 3-річній доньці короля Дора та королеви Ірини, її пошукам, а також заклинанню Газ Часм, яке змусило людей забути, що воно існувало, розпадаючись на «Забудьте про верховини».

## Сюжет
На початку роману добрий маг Гамфрі та його син Г'юго натрапляють на дракона Гепа, наповнюючи флакон водою з фонтану молодості. Гамфрі доручає Г'юго облити дракона водою, і Г'юго робить це, але випадково також обприскує Гамфрі. Гамфрі регресує до віку дитини, як і дракон. Королева Ірен розуміє, що принцеса Айві заблукала, і починає пошуки своєї дочки. На щастя, Айві натрапляє на 8-річного сина Гамфрі Г'юго, і через її невідомий талант вдосконалення, Г'юго тимчасово стає розумнішим, сміливішим і сильнішим, коли вона каже йому, що він такий. Айві також вдається посилити позитивні якості Дракона Гапа і називає його Стенлі Стімером.
У замку Ругна Дор випадково наклав заклинання забуття на Безодню (величезну тріщину, яка розколовує Ксанта на дві частини), намагаючись втекти від орди гарпій і гоблінів, в результаті чого всі забули про існування прірви, за винятком людей, які живуть поблизу. У цій книзі заклинання забуття починає розпадатися на «забутні мутовки», які крутяться в сусідньому лісі (через час без магії, викликаний, коли Бінк випустив Демона Кс(А/Н)Т), викликаючи плутанину та втрату пам’яті. Айві в кінцевому підсумку проходить крізь вир забуття, і це змушує її забувати, як повернутися додому.
Ближче до кінця роману всі герої об’єднують свої зусилля проти зграї вігглсів, які загрожують добробуту Ксанта, прориваючись через щось і все на своєму шляху.

## Головні герої
- Айві
- Г'юго
- Ірен
- Горгон
- Дракон Гап
- Гамфрі
- Дор

## Відгуки
Дейвід Ленгфорд рецензував «Дракона на п’єдесталі» для «White Dwarf» № 52 і заявив, що «Незважаючи на пристрасть до дуже дидактичних пояснень і дуже дурних героїв, Ентоні дуже веселий і винахідливий, підбадьорюючи кожен втомлений старий сюжет квесту новими різновидами „магії“».